# 皮里圖利夫卡

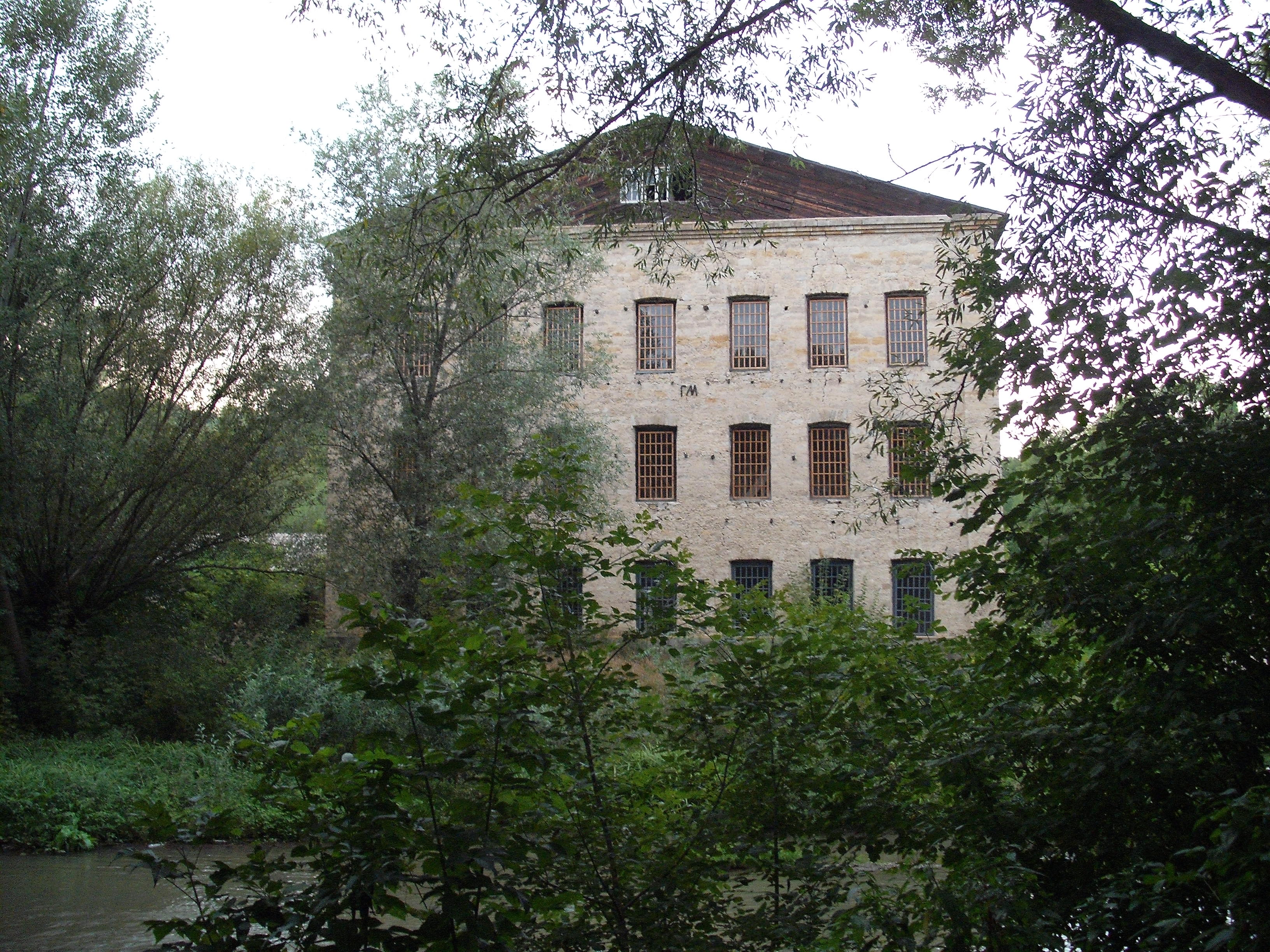

皮里圖利夫卡（烏克蘭語：Притулівка）是位於烏克蘭西部赫梅利尼茨基州裏卡緬涅茨-波多利斯基區的杜納伊夫齊市鎮的村莊，始建於1600年，面積1.41平方公里，海拔高度137米，2010年人口135。
48°48′26″N 27°5′54″E / 48.80722°N 27.09833°E